# Bettino Craxi
Benedetto Craxi o Bettino Craxi (Milà, 24 de febrer de 1934 – Hammamet (Tunísia), 19 de gener de 2000) fou un polític italià, cap del Partit Socialista Italià del 1976 al 1993, i primer ministre del 1983 al 1987, el primer membre del PSI que ocupà aquest càrrec. Acusat de corrupció política, el 1994 fugí a Tunísia, on visqué exiliat fins a la mort. Té un fill (Bobo Craxi) i una filla (Stefania Craxi).